# 喬桐郡
喬桐郡（キョドンぐん、きょうどうぐん、朝鮮語: 교동군）は、喬桐島を中心とした現在の仁川広域市江華郡にあった行政区域。
今の江華郡喬桐面・西島面一帯と三山面の一部である。
1914年、江華郡に編入された。

## 由来
喬桐島は戴雲島（朝: 대운도、たいうんとう）・高林(朝: 고림、こうりん）・達乙斬（朝: 달을신、たついつざん）とも呼ばれる西海の島である。

## 沿革
- 高句麗の高木根県（朝: 고목근현、こうぼくこんけん）であったが、新羅の景徳王が喬桐に改め、海口郡（現在の江華郡）領県になった[1]。

- 三韓時代に小石索国だったというのには確かではない[2]。昔から江華島の影響圏とされる。

- 百済の領域に属しているが長寿王の時に高句麗に占領され、高木根県（朝: 고목근현、こうぼくこんけん）になった。

- 757年（景徳王16年）の行政制度改編で喬桐県に改称された後、海口郡の領県となった。喬桐という名前はその後変わらず続く。

- 1232年、モンゴルの侵略で高麗朝政が江華島へ播遷し、江華島一帯に避難民が大挙流入すると、これらを収容するための土地と食糧確保などを目的に江華島と近隣島嶼への干拓が始まった。この時期に始まった干拓は20世紀まで続き、現在の江華島沿岸の海岸線を作った[3]。当初、いくつかの小さな島だった喬桐島本島もこのような干拓で現在の大きな一つの島となった。

- 李氏朝鮮時代の1629年（仁祖7年）に府に昇格し、水使が府尹を兼任した。

- 1895年（高宗32年）に江華郡に編入されたものの、すぐに復旧し、郡になって仁川府の管轄になったが、翌年に京畿道管轄の喬桐郡となった。管轄に喬桐島の4面と席毛島北部の松家面を含む5面があった。松家面は当初に独立した島だったが、後に干拓で地形的に席毛島と繋がった。

- 1914年に喬桐郡を廃して江華郡に合した[1]。松家面が三山面に編入され、本島の4面は華蓋面と水晶面の2面となった。

- 1934年、華蓋面、水晶面を合わせて今の喬桐面になった。現在、法定里13個、行政里17個で今に至る。